# Diana está comunicando
Diana está comunicando es una obra de teatro en tres actos de José López Rubio, estrenada en 1960.

## Argumento
Diana es una mujer de personalidad débil, hastiada de que todo el mundo le imponga su voluntad, hasta que un buen día decide ser ella la que manipule y decida sobre los demás. De este modo cuando es captada por un psiquiatra para poner en práctica sus estudios sobre telepatía, resulta ser ella la que se impone sobre el científico.

## Estreno
- Teatro Goya. Madrid, 17 de abril de 1960.
  - Intérpretes: Conchita Montes, Adriano Rumoldi, María Luisa Merlo.